# Kompina
Kompina is een plaats in het Poolse district  Łowicki, woiwodschap Łódź. De plaats maakt deel uit van de gemeente Nieborów en telt 410 inwoners.